# Condado de Cumberland (Virgínia)
O Condado de Cumberland é um dos 95 condados do estado americano de Virgínia. A sede do condado é Cumberland, e sua maior cidade é Cumberland. O condado possui uma área de 776 km² (dos quais 3 km² estão cobertos por água), uma população de 9 017 habitantes, e uma densidade populacional de 12 hab/km² (segundo o censo nacional de 2000). O condado foi fundado em 1749. O condado faz parte da região metropolitana de Richmond.